# 베티 로스 클라크

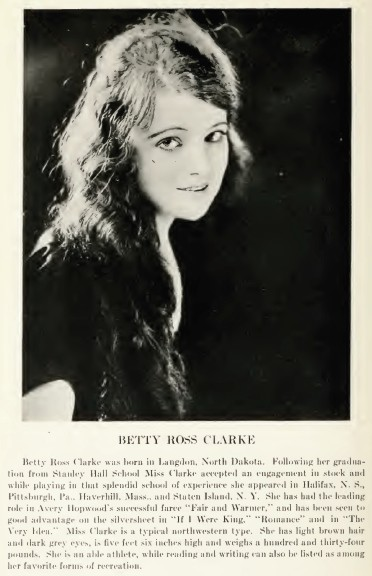

베티 로스 클라크(Betty Ross Clarke, 1896년 4월 19일 ~ 1947년 1월 31일)는 미국의 배우, 영화배우, 연극 배우이다.
로스앤젤레스에서 사망하였다. 포리스트 론 메모리얼 파크에 매장되었다.

## 영화
- 투 핫 투 핸들 (1938년)
- 트래블링 세일즈맨 (1921년) - 베스 엘리엇 역